# Alojzov
Alojzov (en allemand : Aloisdorf) est une commune du district de Prostějov, dans la région d'Olomouc, en République tchèque. Sa population s'élevait à 253 habitants en 2023.

## Géographie
Alojzov se trouve à 8 km au sud-ouest de Prostějov, à 25 km au sud-ouest d'Olomouc et à 201 km à l'est-sud-est de Prague.
La commune est limitée par Seloutky au nord, par Určice à l'est, par Myslejovice au sud et à l'ouest, et par Krumsin au nord-ouest.

## Histoire
Le village a été fondé en 1783.

## Transports
Par la route, Alojzov se trouve à 9,5 km de Prostějov, à 29 km d'Olomouc et à 261 km de Prague.